# Lyuvasar
Lyuvasar är en ort i Azerbajdzjan.   Den ligger i distriktet Lənkəran Rayonu, i den sydöstra delen av landet, 210 km söder om huvudstaden Baku. Lyuvasar ligger 7 meter över havet och antalet invånare är 1 121.
Terrängen runt Lyuvasar är platt åt nordost, men åt sydväst är den kuperad. Runt Lyuvasar är det ganska tätbefolkat, med 120 invånare per kvadratkilometer.. Närmaste större samhälle är Lankaran, 6,8 km nordost om Lyuvasar.
Trakten runt Lyuvasar består till största delen av jordbruksmark.